# مارثا ماتيلدا هاربر
مارثا ماتيلدا هاربر (بالإنجليزية: Martha Matilda Harper)‏ هي رائدة أعمال أمريكية، ولدت في 10 سبتمبر 1857 في كندا، وتوفيت في 3 أغسطس 1950.